# Faidherbia albida
Faidherbia albida là một loài thực vật có hoa trong họ Đậu. Loài này được (Delile) A.Chev. miêu tả khoa học đầu tiên.

## Hình ảnh

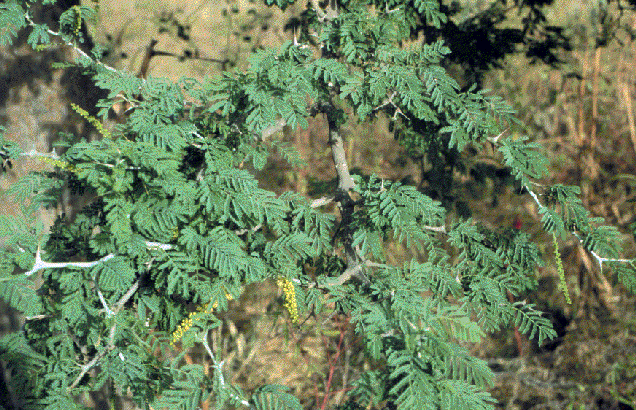
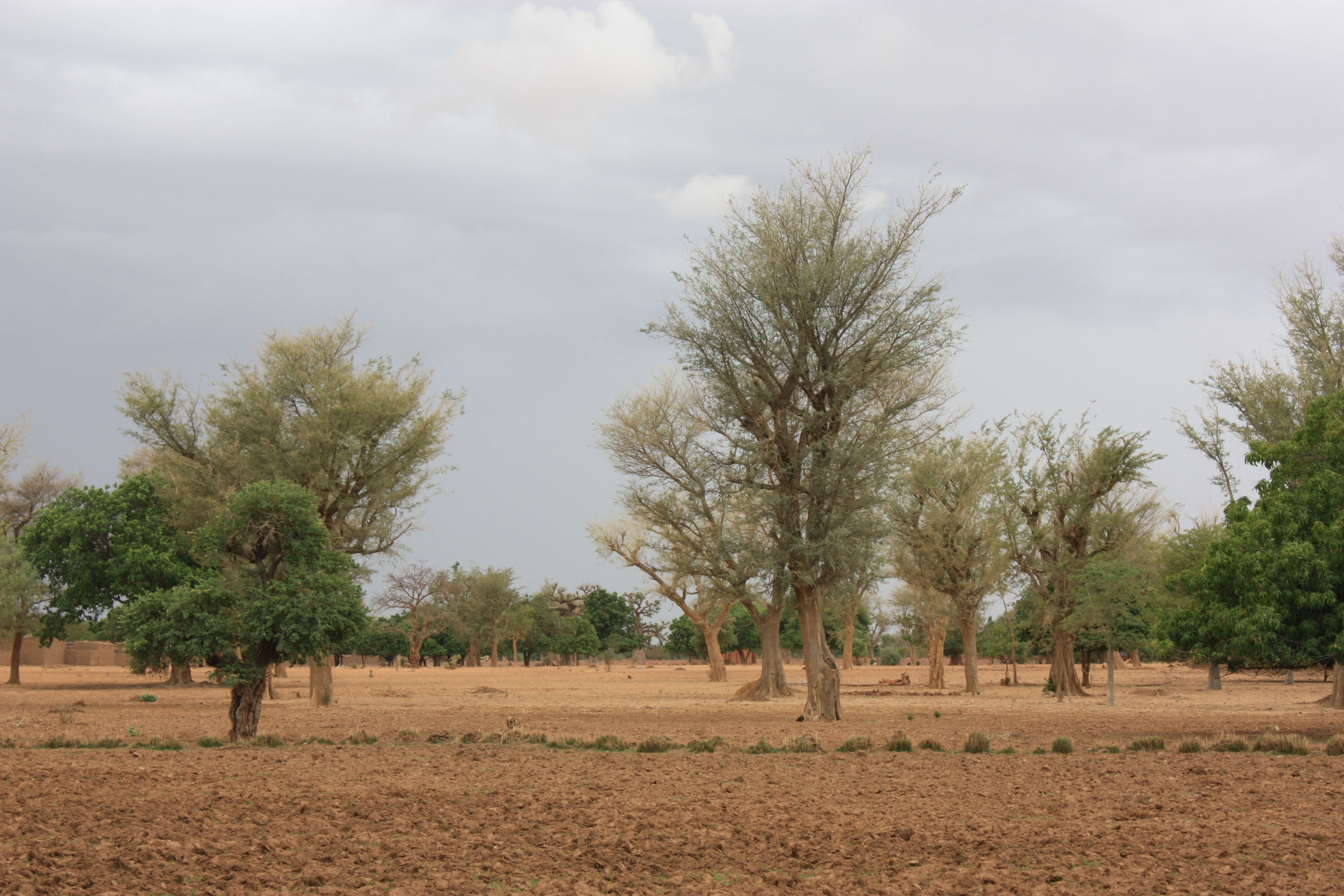
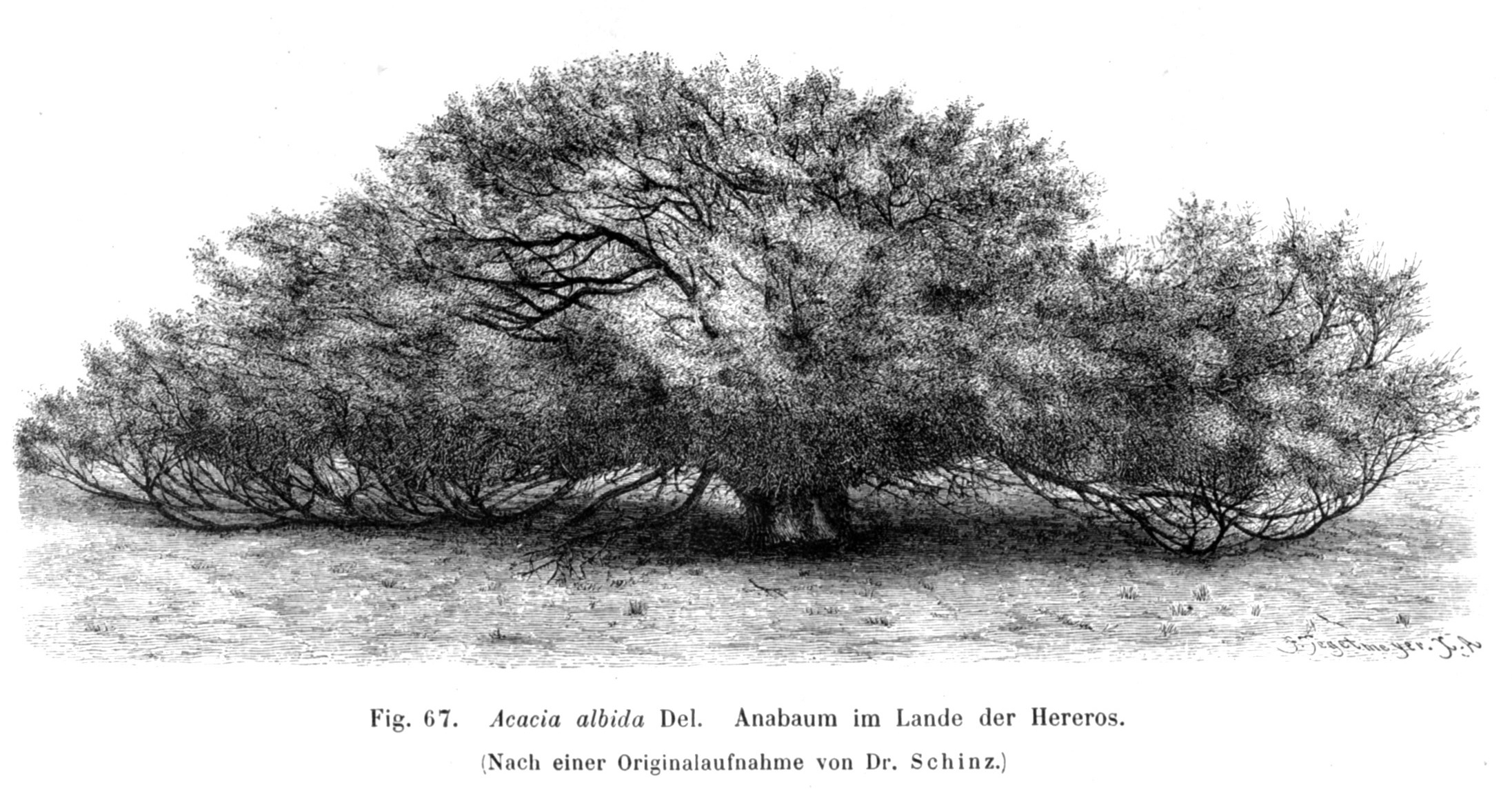
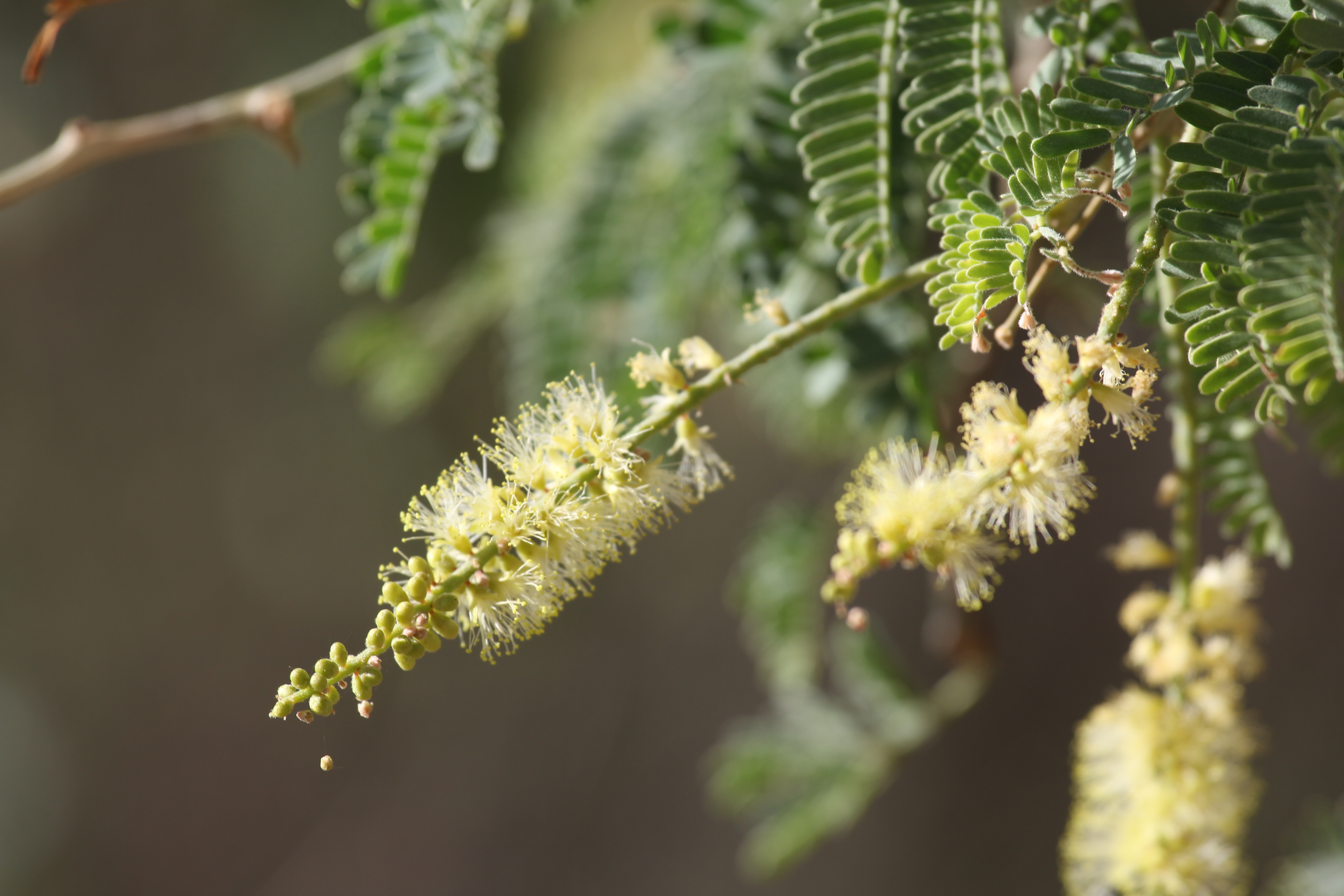
Faidherbia albida